# Henk Ooms
Hendrik (Henk) Ooms (Halfweg, 18 maart 1916 - Den Haag, 6 december 1993) was een Nederlands baanwielrenner.
Ooms nam deel aan de Olympische Zomerspelen in 1936 en won daar samen met Bernard Leene een zilveren medaille op de 2.000 meter sprint op het onderdeel tandem. Hij werd in 1937 derde op de sprint op het wereldkampioenschap baanwielrennen bij de amateurs. Ook werd hij Nederlands kampioen sprint bij het baanwielrennen bij de amateurs in 1937 en 1938. In 1944 en 1945 reed hij bij de professionals. Hij was een zoon van Willem Ooms, een olympisch wielrenner in de jaren '20. Beiden waren lid van H.S.C. De Bataaf. 
Na de Tweede Wereldoorlog woonde de familie enige tijd in Brussel en Ooms ontwikkelde later wielen voor rolschaatsen en rolhockey. Ooms stond aan de basis van het rolhockey in Nederland en legde in 1947 een baan, de Marathon-Rinck, aan in Den Haag en hij was actief bij e.h.r.c. Marathon. 